# 50'erne f.Kr.
Århundreder: 2. århundrede f.Kr. – 1. århundrede f.Kr. – 1. århundrede
Årtier: 100'erne f.Kr. 90'erne f.Kr. 80'erne f.Kr. 70'erne f.Kr. 60'erne f.Kr. – 50'erne f.Kr. – 40'erne f.Kr. 30'erne f.Kr. 20'erne f.Kr. 10'erne f.Kr. 00'erne f.Kr.
År: 59 f.Kr. 58 f.Kr. 57 f.Kr. 56 f.Kr. 55 f.Kr. 54 f.Kr. 53 f.Kr. 52 f.Kr. 51 f.Kr. 50 f.Kr.